# Fay Honey Knopp
Fay "Honey" Knopp (15 de agosto de 1918 - 10 de agosto de 1995) foi uma quaker, defensora da paz e dos direitos civis e abolicionista penal dos Estados Unidos.

## Vida e Formação
Fay Birdie Irving nasceu em 15 de agosto de 1918 em Bridgeport, Connecticut. Filha de Mollie Feldman e Alexander Ajolo Irving, um judeu russo emigrado. Ela se formou na Warren Harding High School como oradora da turma em 1935. Após o ensino médio, ela se tornou uma comerciante de moda feminina. Em 1941, casou-se com Burton Knopp. Juntos, eles tiveram dois filhos: Sari e Alex Knopp. Ela estudou na Hartford Art School, na New School for Social Research e na University of California, Los Angeles.

## Biografia de uma abolicionista penal
Em 1939, participou de uma manifestação quaker pela paz como pacifista gandhiana. Em 1955, Knopp começou a visitar na prisão objetores de consciência da Guerra do Vietnã. Em 1962, ela viajou para Genebra, Suíça, como parte da delegação da Women Strike for Peace [Greve das Mulheres pela Paz], protestando contra os efeitos dos testes nucleares na saúde de crianças. No mesmo ano, Knopp se tornou uma quaker atuando como visitante em prisões no sistema penitenciário federal e, em 1968, foi cofundadora do Prisoner Visitation and Support [Apoio e Visitação de Presos] com Bob Horton para promover esse trabalho.   
Em 1974, ela fundou o Safer Society Program [Programa Sociedade Mais Segura] e foi a diretora até 1993. O objetivo do programa era oferecer tratamento a criminosos sexuais por meio de um sistema de referência internacional para quebrar o ciclo de comportamento em vez de punir.  
Em 1976, Knopp fundou o Prison Research Education Action Program [Programa Educacional de Ação em Pesquisa Prisional] e participou da publicação do livro Instead of Prisons: A Handbook for Prison Abolitionists [Em vez das Prisões: Um Manual para Abolicionistas Prisionais]. O livro "aponta a relação contraditória entre o encarceramento e uma “sociedade iluminada e livre”. Abolição prisional, como a abolição da escravidão, é um objetivo de longo prazo e o manual argumenta que uma abordagem abolicionista requer uma análise do “crime” que o conecte com as estruturas sociais, em oposição à patologia individual, bem como estratégias “anticrime” que foquem no fornecimento de recursos sociais."
Ela também foi diretora do American Friends Service Committee [Comitê de Atividades dos Amigos Americanos] em Nova Iorque, e diretora de projetos da National Peace Education Division [Divisão Nacional da Educação para a Paz] na Filadélfia.
Knopp morreu em 10 de agosto de 1995 em Shoreham, Vermont, de câncer no ovário.

## Recepção de seu pensamento
A maioria dos criminólogos acadêmicos, mesmo os abolicionistas penais, parecem nunca ter ouvido falar de Fay Honey Knopp. O criminólogo Harold E. Pepinsky menciona que "nunca leu ou o viu o trabalho dela ser citado na literatura criminológica". Ele considera que “ela deveria ser classificada como uma das gigantes da criminologia estadunidense[...] Seu quakerismo, seu feminismo radical e seu abolicionismo prisional reforçaram e informaram um ao outro."  Herman Bianchi, criminólogo e abolicionista penal holandês, recorda-se dela como a "Madre Teresa entre os abolicionistas". Outro criminólogo e abolicionista penal, o alemão Johannes Feest, enfatiza a sua influência na ICOPA - International Conference on Penal Abolition [Conferência Internacional sobre Abolicionismo Penal], e também o seu destaque como provavelmente a abolicionista prisional estadunidense mais influente na década de 1970.

## Links
- Prisoner Visitation and Support
- Safer Society Program